# América Montenegro
América Montenegro (Valencia, Venezuela, 24 de julio de 1876 – Buenos Aires, Argentina, 2 de enero de 1949) fue una destacada música, cantante, violinista y pianista formada en el Conservatorio de Milán que desarrolló su carrera en Argentina.

## Biografía
América Montenegro nació en Valencia (Venezuela) el 24 de julio de 1876, era hija de un diplomático ítalo-argentino. De niña comenzó a recibir una formación musical rigurosa en el Conservatorio de Milán, una de las instituciones más prestigiosas de Europa en ese momento. Allí estudió canto, violín y piano, disciplinas en las que posteriormente se destacó como intérprete. A los 16 años obtuvo un primer premio de violín en el Conservatorio de Milán. Su educación europea le proporcionó una sólida base técnica y estilística, que aplicó en América del Sur, donde desarrolló la mayor parte de su carrera musical.
En el año 1896, se encontraba viviendo en Buenos Aires, donde conoció al músico y violinista Andrés Gaos Berea. La pareja se casó el 6 de febrero de  1896 en Montevideo, donde se asentaron. En los siguientes años tuvieron cinco hijos: América (Montevideo, 2 de agosto de 1896-), Sofía (Montevideo, 9 de agosto de 1897-),  Elsa, Andrés (Buenos Aires, 1904-) y Elena. Entre 1896 y 1899 trabajaron en el Conservatorio La Lyra de Montevideo. Luego, en 1899 estuvieron residiendo en Gijon (España), donde dieron algunos conciertos en Madrid y Vigo.
En agosto de 1900 el matrimonio se asentó nuevamente en Buenos Aires como profesores del Conservatorio de Alberto Williams. Allí, América se incorporó como profesora de las clases de violín de las mujeres, y su marido Andrés de los varones. Entre sus alumnas tuvo a la destacada compositora argentina Celia Torrá. En 1903 la pareja creó el Cuarteto Gaos formado por Andrés Gaos y América Montenegro, violines, Ricardo Rodríguez, viola, y Carlos Marchal, violoncelo, profesores del Conservatorio Williams. Finalmente, la pareja se divorció en 1917; al poco tiempo, su exmarido Andrés Gaos Berea se volvió a casar con una alumna del conservatorio 25 años menor.
Su habilidad con el violín fue muy celebrado, e incluso se ha afirmado que poseía un violín salido del taller de Amati, regalado por el Zar Nicolás II, luego de haberla escuchado tocar en un concierto ante la corte en San Petersburgo.
América Montenegro falleció en Buenos Aires el 2 de enero de 1949.